# Chirosia inspinata
Chirosia inspinata är en tvåvingeart som beskrevs av Masayoshi Suwa 1983. Chirosia inspinata ingår i släktet Chirosia och familjen blomsterflugor. Inga underarter finns listade i Catalogue of Life.